# Adrian Erlandsson

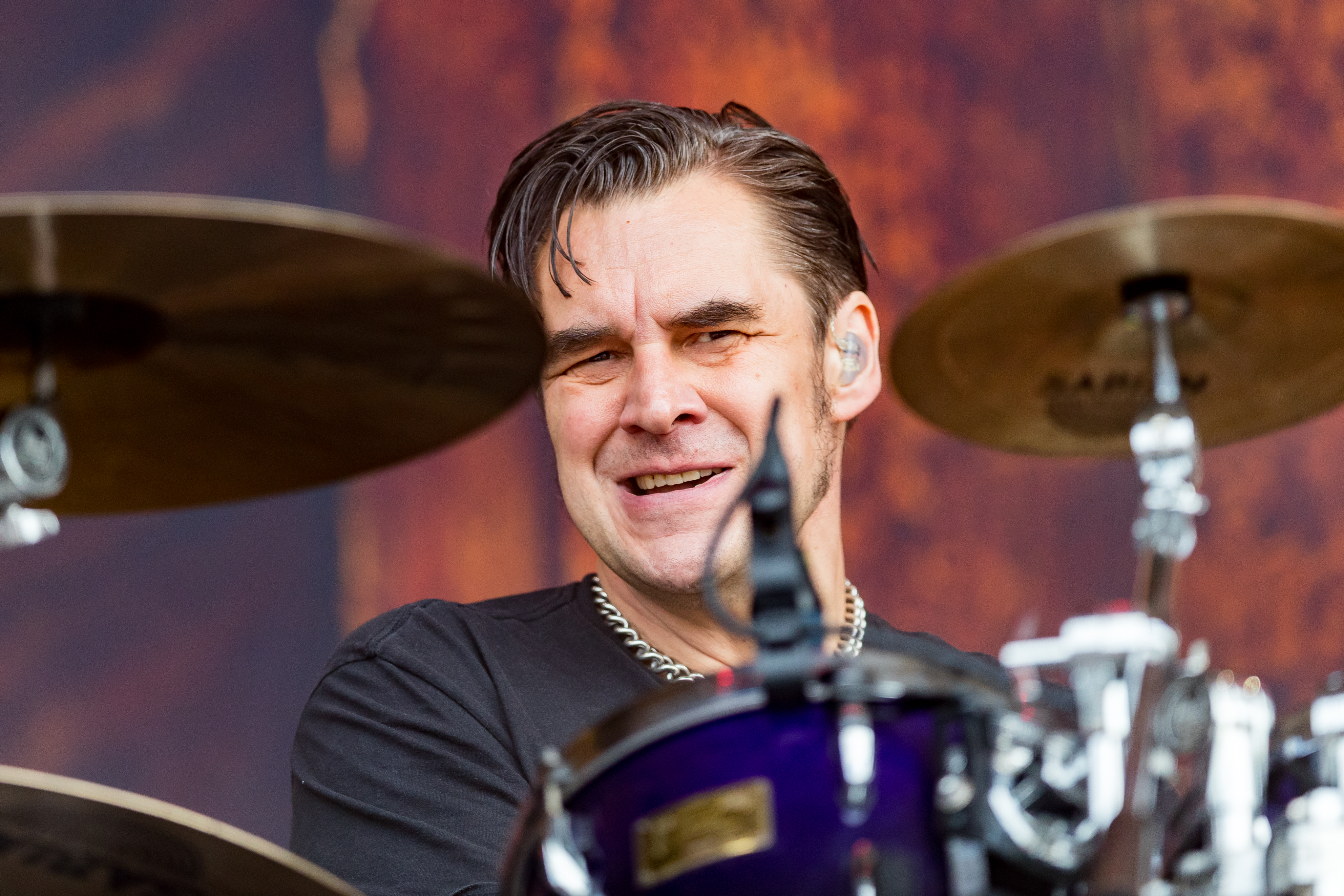
Adrian Erlandsson, 2022

Adrian Erlandsson (* 27. Oktober 1970 in Malmö) ist ein schwedischer Schlagzeuger. Er ist vor allem bekannt für seine Tätigkeit für Bands wie At the Gates, Brujeria, The Haunted, Paradise Lost, Vallenfyre und Cradle of Filth. Er ist der ältere Bruder von Daniel Erlandsson (Arch Enemy, Carcass, Brujeria).

## Werdegang
Erlandsson wurde in Malmö geboren, sein Vater hat rumänische Wurzeln. Er wuchs mit seiner Familie in Schweden auf und erlernte wie sein jüngerer Bruder Daniel das Schlagzeugspiel schon in sehr jungen Jahren. Er brachte Daniel auch den Metal näher und das Schlagzeugspiel bei. Erlandsson coverte zunächst mit elf Jahren Rocksongs. Auch wurden die Geschwister durch ihren Musiklehrer an der Schule gefördert. Inspiriert von Judas Priest gründete Erlandsson eine Band namens Black Nuns, später Berits Polisonger (bis 1986). Ab 1987 spielte er in einer Thrash-Metal-Band namens Penance.

### At the Gates
Erlandsson besuchte die Universität in Göteborg. 1990 trat er dort der Death-Metal-Band At the Gates bei. Für diese war er bis zu deren erster Auflösung 1996 tätig und für hartes und präzises Spiel bekannt.
2007 spielte er mit der wiedervereinigten Band die Suicidal Final Tour bis 2008. Aber auch bei der folgenden Wiedervereinigung seit 2010 und dem Album At War with Reality im Oktober 2014 war Erlandsson wieder dabei.

### The Haunted

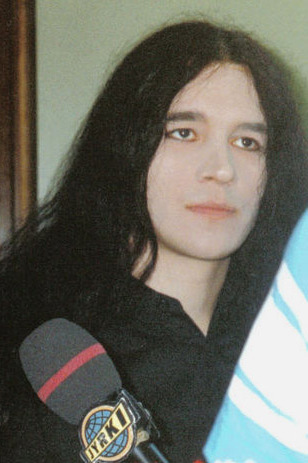
Erlandsson im Jahr 2000

Am 27. Juli 1996, einen Tag, nachdem sich At the Gates aufgelöst hatte, gründete Erlandsson mit Patrik Jensen The Haunted. Er verließ die Gruppe im Juni 1999, da er deren Plattenvertrag mit Earache Records nicht billigte.
Im Jahr 2012, als Per Möller Jensen The Haunted wieder verließ – der ihn 1999 ersetzt hatte – hatte die Gruppe Schwierigkeiten, Ersatz zu finden und kontaktierte Erlandsson im April 2013, der auch angesichts der weiteren, ihm bekannten Mitglieder Marco Aro und Ola Englund zusagte. Im Juni 2013 veröffentlichte die Band ein Video der wiedervereinigten Gruppe.

### Cradle of Filth
Im Jahr 1999 wurde Erlandsson beim Auftritt von The Haunted beim Dynamo Open Air von Cradle of Filth angeworben, zunächst für Session Recording und einige Auftritte. Schließlich trat er der Band bei. 2006 verließ er die Gruppe nach dem Album Thornography wieder, nach Angaben eines Pressestatements des Labels, um sich mehr seinen damaligen Nebenprojekten Nemhain und Needleye zu widmen.

### Nemhain
Erlandsson gründete Nemhain mit seiner Ehefrau Amber Erlandsson, die als Fetischmodel unter dem Namen Morrigan Hel arbeitete, im März 2006. Die Band nahm ihr Debütalbum From the Ashes im Studio Fredman im späten Frühjahr 2008 auf und veröffentlichte es im April 2009.

### Paradise Lost

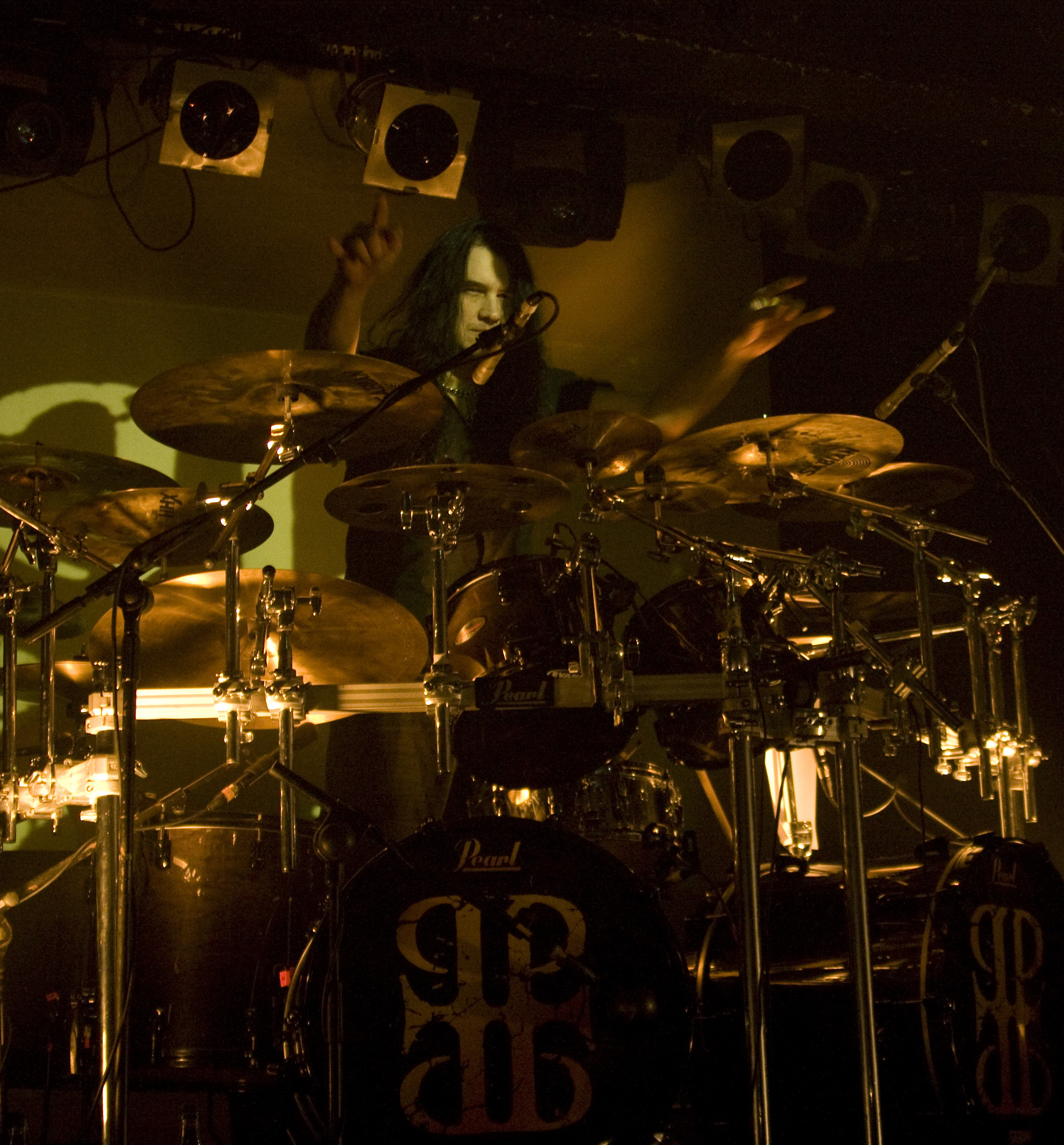
Erlandsson mit Paradise Lost, 2009

Im März 2009 stieg Erlandsson bei der britischen Gothic-Metal-Band Paradise Lost ein, auf Empfehlung von Jeff Walker. Er wurde nach den Aufnahmen zu Faith Divides Us – Death Unites Us vorgestellt, im Musikvideo zu The Rise of Denial war er jedoch schon zu sehen.
Wegen seiner Verpflichtungen unter anderem für die wiedervereinigten At the Gates, stand Erlandsson Paradise Lost jedoch nicht immer zur Verfügung. Im Juni 2016 gab er daher seinen Abschied bekannt.

### Vallenfyre
2010 wurde er von Paradise-Lost-Gitarrist Greg Mackintosh für dessen Projekt Vallenfyre angeworben. Aber auch hier ergaben sich wegen anderer Verpflichtungen Terminschwierigkeiten. Mackintosh löste Vallenfyre 2018 aus anderen Gründen auf.

### Weitere Projekte
Von 1994 bis 1997 spielte Erlandsson für Skitsystem, ab 1996 auch kurzzeitig für Tenet. Von 2006 bis 2014 war er Schlagzeuger von Brujeria. Hier nannte er sich „El Podrido“. Von 2007 bis 2008 war er zudem für Samsas Traum tätig. Seit 2016 spielt er auch für The Lurking Fear.
Erlandsson spielte auch für Nifelheim. Aufgrund des schlechten Rufs von Cradle of Filth in der Black-Metal-Szene wurde er nach Angaben der Band entlassen. Auch wurde er als ein „geschulter Schlagzeuger“ bezeichnet, der jedoch „Probleme“ habe, „die krankesten und verdrehtesten Riffs zu verstehen.“
Ende 2007 nahm Erlandsson mit einer Londoner Band namens Green River Project eine Drei-Track-EP auf. 2008 spielte er aushilfsweise für Deathstars auf ihrer Europatour im Vorprogramm von Korn.

## Equipment

### Sabian Cymbals
- 19 Paragon China
- 15 HHX Xcelerator Hats
- 20 AAX Iso Crash
- 10 AAX Ozone Splash
- 10 AA Mini Holy China
- 19 Artisan Crash
- 20 AAX Crash
- 22 HH Power Bell Ride
- 19 Holy China

V.l.n.r, Stand: April 2021

### Drumsticks
- Vic Firth Rock Nylon Tip. (At The Gates Signature Version).

### Hardware

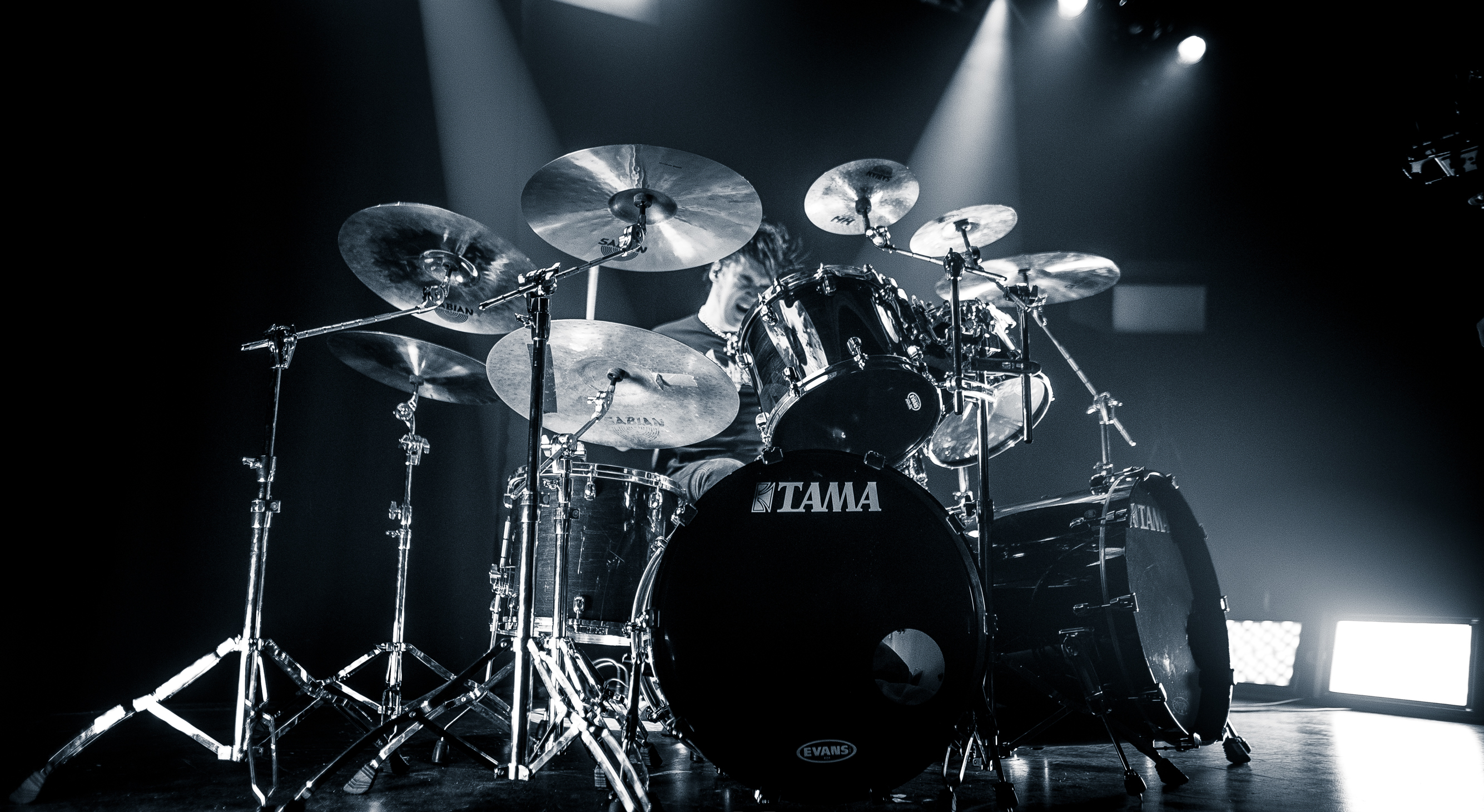
Adrian Erlandsson mit seinem Drumkit 2017

- Monolit Czarcie Kopyto

### TAMA Starclassic Bubinga
- BD: 22x18
- T1: 10x8
- T2: 12x9
- T3: 14x11 (meistens bei Aufnahmesessions).
- FT1: 16X16
- FT2: 18x16
- SD: 14x6.5 Tama Bell Brass Snare (normalerweise mit Die Cast Hoops anstelle von Brass Hoops)

Stand: April 2021

### Evans Accessories
- AF Patch – Kevlar Single Pedal
- EMAD Onyx Batter Drumhead
- EC Reverse Dot Snare Drumhead
- Glass 500 Snare Side Drumhead
- Puresound Blasters Series Snare Wires
- EC2 Clear Drumhead
- Resonant Black Drumhead
- Magnetic Head Key
- Compact Flip Key
- Torque Drum Key

## Diskografie
| Release                                                                       | Band            | Mitglied | Jahr                                                                     |
| ----------------------------------------------------------------------------- | --------------- | -------- | ------------------------------------------------------------------------ |
| Gardens of Grief                                                              | At the Gates    | Aktuell  | 1991                                                                     |
| The Red in the Sky Is Ours                                                    | At the Gates    | Aktuell  | 1992                                                                     |
| With Fear I Kiss the Burning Darkness                                         | At the Gates    | Aktuell  | 1993                                                                     |
| Demo '94                                                                      | Terror          | Früher   | 1994                                                                     |
| Terminal Spirit Disease                                                       | At the Gates    | Aktuell  | 1994                                                                     |
| There Can Only Be One                                                         | H.E.A.L.        | Früher   | 1994                                                                     |
| Slaughter of the Soul                                                         | At the Gates    | Aktuell  | 1995                                                                     |
| Profithysteril                                                                | Skitsystem      | Früher   | 1995                                                                     |
| Distortion to Hell Again!! Vol.2 (The Demo Series)                            | Skitsystem      | Früher   | 1995                                                                     |
| Cursed to Tour                                                                | At the Gates    | Aktuell  | 1996                                                                     |
| Shivas Ohm                                                                    | H.E.A.L.        | Früher   | 1996 (Während des Jahres oder früher aufgenommen, aber unveröffentlicht) |
| Demo '97                                                                      | The Haunted     | Aktuell  | 1997                                                                     |
| The Haunted                                                                   | The Haunted     | Aktuell  | 1998                                                                     |
| From the Cradle to Enslave (Track 2)                                          | Cradle of Filth | Früher   | 1999                                                                     |
| Midian                                                                        | Cradle of Filth | Früher   | 2000                                                                     |
| Peek a Boo (ft. Cradle of Filth) – Born Again Anti Christian                  | Christian Death | Gast     | 2000                                                                     |
| Her Ghost in the Fog / Dance Macabre                                          | Cradle of Filth | Früher   | 2000                                                                     |
| Her Ghost in the Fog (Edit) – Dynamit Vol. 24                                 | Cradle of Filth | Früher   | 2000                                                                     |
| Her Ghost in the Fog (Edit) – Rock Sound Volume 47                            | Cradle of Filth | Früher   | 2000                                                                     |
| Her Ghost in the Fog – Off Road Tracks Vol. 37                                | Cradle of Filth | Früher   | 2000                                                                     |
| Her Ghost in the Fog (Edit) – CD Side 1                                       | Cradle of Filth | Früher   | 2000                                                                     |
| Her Ghost in the Fog (Edit) – Sonic Seducer Cold Hands Seduction Vol. VIII    | Cradle of Filth | Früher   | 2000                                                                     |
| Her Ghost in the Fog (Edit) – Elegy – Numéro 12                               | Cradle of Filth | Früher   | 2000                                                                     |
| Bitter Suites to Succubi                                                      | Cradle of Filth | Früher   | 2001                                                                     |
| Heavy Left-Handed and Candid                                                  | Cradle of Filth | Früher   | 2001                                                                     |
| Peaceville Classic Cuts                                                       | At the Gates    | Aktuell  | 2001                                                                     |
| Eleven Burial Masses / Live Bait for the Dead                                 | Cradle of Filth | Früher   | 2002                                                                     |
| Lovecraft & Witch Hearts                                                      | Cradle of Filth | Früher   | 2002                                                                     |
| Allt E Skitl                                                                  | Skitsystem      | Früher   | 2002                                                                     |
| Suicidal Final Art                                                            | At the Gates    | Aktuell  | 2002                                                                     |
| Babalon A.D. – So Glad for the Madness                                        | Cradle of Filth | Früher   | 2003                                                                     |
| Off Road Tracks Vol. 66                                                       | Cradle of Filth | Früher   | 2003                                                                     |
| Damnation and a Day                                                           | Cradle of Filth | Früher   | 2003                                                                     |
| Mannequin                                                                     | Cradle of Filth | Früher   | 2003                                                                     |
| Cradle of Filth                                                               | Cradle of Filth | Früher   | 2004                                                                     |
| Nymphetamine                                                                  | Cradle of Filth | Früher   | 2004                                                                     |
| Gilded Cunt – Rock Tribune: International Heavy Rock Gratis CD September 2004 | Cradle of Filth | Früher   | 2004                                                                     |
| Gilded Cunt – Orkus Compilation 3                                             | Cradle of Filth | Früher   | 2004                                                                     |
| Medusa and Hemlock – Off Road Tracks Vol. 84 Oktober 2004                     | Cradle of Filth | Früher   | 2004                                                                     |
| Liszt                                                                         | 12 Ton Method   | Früher   | 2005                                                                     |
| Devil Woman                                                                   | Cradle of Filth | Früher   | 2005                                                                     |
| Peace Through Superior Firepower                                              | Cradle of Filth | Früher   | 2005                                                                     |
| Blinded by Fear – Death Metal Special                                         | At the Gates    | Aktuell  | 2005                                                                     |
| Thornographic                                                                 | Cradle of Filth | Früher   | 2006                                                                     |
| Thornography                                                                  | Cradle of Filth | Früher   | 2006                                                                     |
| Temptation & Dirge Inferno                                                    | Cradle of Filth | Früher   | 2006                                                                     |
| Ode to None                                                                   | Needleye        | Früher   | 2006–?                                                                   |
| Lighthouse Eternal (Laterna Magika)                                           | Netherbird      | Früher   | 2007                                                                     |
| Auf den Spiralnebeln                                                          | Samsas Traum    | Früher   | 2007                                                                     |
| Heiliges Herz – Das Schwert deiner Sonne                                      | Samsas Traum    | Früher   | 2007                                                                     |
| The Art of Not Falling                                                        | 12 Ton Method   | Früher   | 2008                                                                     |
| Debilador                                                                     | Brujeria        | Früher   | 2008                                                                     |
| The Ghost Collector (Tracks 1–9)                                              | Netherbird      | Gast     | 2008                                                                     |
| Night Electric Night (Gold Edition) (Track 14)                                | Deathstars      | Gast     | 2009                                                                     |
| Warning Shots (Disc 1: Tracks 1, 5, 8, 14, 16 & Disc 2: Tracks 8–12)          | The Haunted     | Aktuell  | 2009                                                                     |
| Promo 2009                                                                    | Netherbird      | Früher   | 2009                                                                     |
| Resplendent Grotesque                                                         | Code            | Gast     | 2009                                                                     |
| Sovereign (Tracks 10, 11)                                                     | Tenet           | Gast     | 2009                                                                     |
| Purgatory Unleashed – Live at Wacken                                          | At the Gates    | Aktuell  | 2010                                                                     |
| Monument Black Colossal                                                       | Netherbird      | Früher   | 2010                                                                     |
| Live in Kraków                                                                | At the Gates    | Aktuell  | 2010                                                                     |
| From the Ashes                                                                | Nemhain         | Aktuell  | 2010                                                                     |
| Purgatory Unleashed – Live at Wacken 2008                                     | At the Gates    | Aktuell  | 2011                                                                     |
| Farewell to Graveland (Tracks 3–6, 8)                                         | Martyr Lucifer  | Gast     | 2011                                                                     |
| Desecration                                                                   | Vallenfyre      | Früher   | 2011                                                                     |
| A Fragile King                                                                | Vallenfyre      | Früher   | 2011                                                                     |
| Draconian Times MMXI                                                          | Paradise Lost   | Früher   | 2011                                                                     |
| Crucify                                                                       | Paradise Lost   | Früher   | 2012                                                                     |
| The Last Fallen Saviour                                                       | Paradise Lost   | Früher   | 2012                                                                     |
| Tragic Idol                                                                   | Paradise Lost   | Früher   | 2012                                                                     |
| Shards (Tracks 11–13)                                                         | Martyr Lucifer  | Gast     | 2013                                                                     |
| Tragic Illusion 25 (Tracks 1–4, 13, 14)                                       | Paradise Lost   | Früher   | 2013                                                                     |
| Live at the Roundhouse                                                        | Paradise Lost   | Früher   | 2013                                                                     |
| Eye of the Storm                                                              | The Haunted     | Aktuell  | 2014                                                                     |
| Captor of Sin / Mandatory Suicide                                             | At the Gates    | Aktuell  | 2014                                                                     |
| Splinters                                                                     | Vallenfyre      | Früher   | 2014                                                                     |
| Exit Wounds                                                                   | The Haunted     | Aktuell  | 2014                                                                     |
| At War with Reality                                                           | At the Gates    | Aktuell  | 2014                                                                     |
| The Plague Within                                                             | Paradise Lost   | Früher   | 2015                                                                     |
| Strength in Numbers                                                           | The Haunted     | Aktuell  | 2017                                                                     |
| To Drink from the Night Itself                                                | At the Gates    | Aktuell  | 2018                                                                     |
| The Nightmare of Being                                                        | At the Gates    | Aktuell  | 2021                                                                     |